# Журавель в небі...
«Журавель в небі…» (рос. «Журавль в небе...») — радянський художній фільм 1977 року, знятий на кіностудії «Мосфільм».

## Сюжет
Шофер Андрій Заболотний любив свій колгосп, роботу і дружину Лізу. А дружина пішла до баяніста і з ним відразу ж виїхала в місто. Друг став приводити до Андрія наречених, але всі вони були гірше Лізавети. Одного разу до будинку шофера прибився хлопчисько з дитбудинку. Андрій вирішив його залишити у себе і допомогти знайти матір. А вранці, повний рішучості, зібрався в дорогу — забирати Лізавету…

## У ролях
- Олександр Дем'яненко — Андрій Заболотний
- Сергій Зіадітдінов — Васька
- Людмила Зайцева — Ліза, колишня дружина Андрія Заболотного
- Лія Ахеджакова — Роза Козодоєва, кіномеханік, наречена
- Віктор Павлов — Ілля, колгоспний шофер, друг Андрія
- Іван Рижов — дід Колбасін, односельчанин
- Микола Скоробогатов — Єгор Єгорович, колгоспний бригадир
- Світлана Суворова — наречена
- Тетяна Єгорова — наречена
- Ірина Дьоміна — Анастасія Петрівна, наречена
- Людмила Арініна — Звягіна, директор дитячого будинку
- Тетяна Говорова — дружина Іллі
- Микола Граббе — Куров, міліціонер
- Сергій Присєлков — Гриша, залицяльник Лізи
- Алевтина Румянцева — дружина Єгора Єгоровича
- Раїса Сазонова — односельчанка
- Володимир Суворов — Ваня, жених
- Олена Філатова — епізод
- Максим Сидоров — хлопець з дитячого будинку
- Клавдія Грищенкова — епізод
- Людмила Крашенинникова — епізод

## Знімальна група
- Режисери — Самсон Самсонов, Аркадій Сіренко
- Сценарист — Віктор Мережко
- Оператор — Євген Гуслинський
- Композитори — Валентин Левашов, Давид Тухманов, Олександр Зацепін
- Художники — Сергій Воронков, Валерій Кострін, Лев Збруєв